# Las bellas almas de los verdugos
Las bellas almas de los verdugos és una sèrie de televisió de drama històric argentina emesa per la TV Pública. La trama segueix a un escriptor de policials que busca conèixer la veritat sobre una dictadura militar viscuda en els anys cinquanta. És protagonitzada per Diego Cremonesi, Vera Spinetta i Carla Pandolfi. La serie se estrenó el 31 de marzo de 2023.
La sèrie va resultar ser una de les produccions guanyadores del concurs «Renacer Audiovisual», un programa impulsat pel Ministeri de Cultura i la Secretaria de Mitjans i Comunicació Pública que va permetre el seu desenvolupament i que va ser creat amb la finalitat de fomentar la ficció nacional.

## Argument
La història se situa, en un començament, en Buenos Aires durant l'any 1956. En aquesta època, l'escriptor de policials, Rodolfo presencia l'aixecament contra la dictadura, la qual va cobrar la vida diversos civils innocents. No obstant això, rep la notícia que existeixen alguns supervivents d'aquesta horrorosa massacre, per la qual cosa, decideix treballar al costat de la seva companya Enriqueta per a investigar i destapar els fets violents viscuts en aquesta dècada.

## Repartiment

### Principal
- Diego Cremonesi com Rodolfo Walsh
- Vera Spinetta com Enriqueta Muñiz
- Carla Pandolfi com Elina Tejerina

### Participaciones
- Gustavo Pardi com Livraga
- Fabio Di Tomaso com Carranza
- María Ucedo com Periodista
- Pepe Monje com Di Chiano
- Carlos Portaluppi com Sánchez Sorondo
- Germán De Silva com Rossi
- Jimena Anganuzzi com Viuda
- Luis Ziembrowski com Sarmiento
- Nicolás Pauls com Giunta
- Fabio Aste com Torres
- Claudio Martínez Bel com Rizzoni
- Maximiliano Ghione com Valerga

## Episodis
| Núm. | Títol        | Direcció       | Guió                           | Data d'emissió original | Espectadors (milions) |
| ---- | ------------ | -------------- | ------------------------------ | ----------------------- | --------------------- |
| 1    | «Episodio 1» | Paula de Luque | Paula de Luque y Bruno Luciani | 31 de març de 2023      | 0.7                   |
| 2    | «Episodio 2» | Paula de Luque | Paula de Luque y Bruno Luciani | 7 d’abril de 2023       | Sense anunciar        |
| 3    | «Episodio 3» | Paula de Luque | Paula de Luque y Bruno Luciani | 14 d’abril de 2023      | 0.2                   |
| 4    | «Episodio 4» | Paula de Luque | Paula de Luque i Bruno Luciani | 21 d’abril de 2023      | 0.1                   |
| 5    | «Episodio 5» | Paula de Luque | Paula de Luque y Bruno Luciani | 28 d’abril de 2023      | 0.1                   |
| 6    | «Episodio 6» | Paula de Luque | Paula de Luque y Bruno Luciani | 5 de maig de 2023       | 0.1                   |
| 7    | «Episodio 7» | Paula de Luque | Paula de Luque y Bruno Luciani | 12 de maig de 2023      | 0.4                   |
| 8    | «Episodio 8» | Paula de Luque | Paula de Luque y Bruno Luciani | 19 de maig de 2023      | 0.4                   |

## Recepció

### Comentaris de la crítica
Juan Pablo Russo d'Escribiendo cine va qualificar a la sèrie amb un 7 dient, sobre la base de la trama, que «Paula de Luque aconsegueix una alquímia perfecta entre el personal i el col·lectiu, el social i el polític, l'amor i la literatura, la ficció i la realitat». A més, va destacar que «la fotografia d'Hugo Colace crea una atmosfera fosca i misteriosa que s'adapta perfectament a la història que es conta», com així també els actors ofereixen «actuacions convincents i emocionals que fan que els personatges cobrin vida i se sentin reals i humans». El diario Télam aseguró la serie presenta «un logrado primer capítulo», que cuenta «con una precisa ambientación y sólidas actuaciones».

### Premis i nominacions
| Llista de premis i nominacions | Llista de premis i nominacions | Llista de premis i nominacions      | Llista de premis i nominacions   | Llista de premis i nominacions | Llista de premis i nominacions |
| Any                            | Organització                   | Categoria                           | Nominat/a(s)                     | Resultat                       | Ref(s)                         |
| ------------------------------ | ------------------------------ | ----------------------------------- | -------------------------------- | ------------------------------ | ------------------------------ |
| 2023                           | Premis Cóndor de Plata         | Millor minisèrie o unitari          | Las bellas almas de los verdugos | Nominat                        | [ 16 ]                         |
| 2023                           | Premis Cóndor de Plata         | Millor actor protagonista en drama  | Diego Cremonesi                  | Nominat                        | [ 16 ]                         |
| 2023                           | Premis Cóndor de Plata         | Millor actriu protagonista en drama | Vera Spinetta                    | Nominat                        | [ 16 ]                         |
| 2023                           | Premis Cóndor de Plata         | Millor guió adaptat                 | Paula de Luque i Bruno Luciani   | Nominat                        | [ 16 ]                         |
| 2023                           | Premis TAL                     | Millor sèrie de ficció              | Las bellas almas de los verdugos | Pendent                        | [ 17 ]                         |